# Espagne (1909)
El Espagne fue un buque de carga belga que fue torpedeado por SM UC-71 en el Canal Inglés de St. Catherine's Point, Isla de Wight, Reino Unido, mientras viajaba de Le Havre, Francia a Newport, Monmouthshire, Reino Unido.

## Construcción
Espagne se botó el 6 de febrero de 1909 con el número de casco 40 en el astillero Chantiers Navals Anversois en Hoboken, Amberes, Bélgica. Se completó el mes siguiente, después de haber sido ordenada por la compañía naviera de Amberes Armement Adolf Deppe.
El barco tenía 71.78 metros de largo, con una manga de 11.00 metros. Tenía una profundidad de 3.73 metros. El barco fue evaluado a 1,463 t. Ella tenía una máquina de vapor de triple expansión que conducía una hélice de un solo tornillo. El vapor fue suministrado por dos calderas, el motor tenía una potencia de 150 nhp. Fue fabricado por North East Marine Engine Co Ltd. Hartlepool, Condado de Durham, Reino Unido. Su tripulantes era 24.

## Hundimiento
El 25 de diciembre de 1917, Espagne estaba en lastre en un viaje desde Le Havre, Sena Marítimo, Francia a Newport, Monmouthshire, Reino Unido. A las 6.35, Espagne fue golpeado por un torpedo desde SM UC-71 cerca de St. Catherine's Point, Isla de Wight, Reino Unido. El barco se hundió a una profundidad de más de 40 metros, con la pérdida de 21 hombres. Solo tres hombres sobrevivieron al hundimiento y fueron rescatados poco después.

## Ruina
El pecio se encuentra entre 40 y 50 metros de profundidad a (50°26'30"N 1°29'31"W) y está casi roto.